# Cinéma d'Asie du Sud-Ouest
Le cinéma d'Asie du Sud-Ouest désigne l'industrie cinématographique, et par extension les films produits et réalisés en Asie du Sud-Ouest et/ou par ses ressortissants.
Il regroupe donc les films produits en Arabie saoudite, Arménie, Azerbaïdjan, au Bahreïn, en Géorgie, Iran, Irak, Israël, Jordanie, au Koweït, Liban, à  Oman, en Palestine, au Qatar, en Syrie, Turquie, au Yémen, soit une très grande variété.